# Au cœur du péché
Au cœur du péché (Da Cor do Pecado) est une telenovela brésilienne en 160 épisodes de 45 minutes écrite par João Emanuel Carneiro et produite par Denise Saraceni. Elle diffusée entre le 26 janvier et le 28 août 2004 sur Rede Globo.
Considérée en France d'outre-mer comme l’un des plus gros succès d’audience en termes de telenovela, elle a été diffusée en France métropolitaine sur France Ô et aussi sur Nina TV. Elle est également disponible en intégralité sur 6Play (service de replay de la chaîne M6) depuis le 23 septembre 2020 et restera disponible jusqu’au 21 septembre 2021.
Elle est diffusée en juin 2023 sur Nina Novelas. 

## Synopsis
Paco est un botaniste dévoué à la profession, qui prend, par option, une vie paisible de classe moyenne haute à Rio de Janeiro. C'est quelqu'un de réservé, fuyant les problèmes au lieu de les régler. Il est le seul héritier d'une grande fortune, mais n'est pas d'accord avec la manière dont son père, le millionnaire Alfonso Lambertini, a construit son empire, toujours en plaçant son ambition au-dessus de tout. Ce dernier orgueilleux et colérique se fait beaucoup d'ennemis. Paco n'accepte rien de lui, malgré les tentatives de réconciliations de la gouvernante Germana, secrètement amoureuse d'Afonso. La seule façon que le père a de le contrôler est à travers Barbara, l'avide fiancée de son fils.
Lors d'un voyage à Maranhão, Paco rencontre et tombe amoureux de Preta, une jeune femme noire élevée par sa mère, Dona Lita, à São Luís. Pour survivre, elle et sa mère travaillent en vendant des herbes dans le centre-ville. Depuis ce premier contact, Preta et Paco se jurent l'amour éternel. Paco demande très rapidement Preta en mariage. La mère celle-ci n'apprécie pas ce mystérieux carioca, qui refuse de donner son nom de famille et qui évite de parler de sa vie à Rio. Elle demande à sa fille de quitter de ce blanc, qui voudrait juste selon elle une fille facile dans le besoin, mais n'arrive pas à se faire entendre. À son retour chez lui, le botaniste essaye de mettre un terme à sa relation avec Barbara pour pouvoir rester avec Preta, mais elle fera tout pour ne pas le perdre. Sa romance est la seule façon de la sauver de la faillite de sa famille. Ses parents, Eduardo et Verinha, ne travaillent plus depuis des années et ne se reposent que sur le mariage du millionnaire avec leur fille, l'occasion de détourner à la bonne vie.
Barbara a un amant, le photographe Kaíke, de qui elle tombe enceinte, mais invente que le fils est de Paco. Surprise du retour de son fiancé a Maranhão, la blonde décide de l'espionner. Là, elle découvre sa romance avec Preta. Réalisant que son plan peut échouer, elle essaye par tous les moyens de séparer le couple. Barbara trouve un moyen de faire passer Preta pour une femme cupide aux yeux de Paco. Elle fait aussi croire à Afonso que Paco fréquente les quartiers malfamés de São Luís pour se procurer de la drogue. Paco fait alors une grave dépression et tente de se suicider.
Paco Lambertini est porté disparu en mer.
Quelques jours plus tard, Preta apprend qu'elle attend un enfant.
La famille Sardinha est commandée avec une main de fer par la hilarante et possessive veuve Edilásia, dit Mamuska, qui élève seule à Rio de Janeiro ses cinq fils aussi naïfs qu'irresponsables : Apolo, Ulisses, Thor, Dionísio et Abelardo. Ils sont respectés pour leur style particulier de lutte, une tradition initiée par le patriarche Napoleão Sardinha, un grand lutteur, qu'Edilásia n'a jamais laissé dans l'oubli, même après son décès. Edilásia a toujours élevée ses fils depuis petits à devenir des exemples de lutteurs et honorer la tradition de la famille, en suivant le legs du père. Cela nécessite des heures de formation, une alimentation naturelle et l'utilisation d'une soupe magique - que fournit une superbe force à qui la prend -, dont la recette est gardée à sept clés par Mamuska.
À cause de problèmes sentimentaux, les deux aînés, Apolo et Ulisses, décident d'abandonner leur boutique de location de planches de surf. Ils quittent Rio, au grand désespoir de Mamuska, et partent à l'aventure, à bord de leur bateau. À Maranhão, ils embarquent des trafiquants. Une fusillade éclate à bord.
Apolo Sardinha disparaît en mer.
Edilásia cache un grand secret, qui aussi est sa plus grande tristesse : dans le passé, jeune domestique, elle tombe enceinte de son patron Afonso. Elle accouche de jumeaux Paco et Apolo dans sa chambre de bonne. Edilásia craignant énormément Afonso, s'enfuit de la maison avec Apolo et fait jurer à Germana de ne jamais parler de l'existence de ce jumeau. Germana détentrice du secret donne régulièrement des nouvelles de Paco à son amie.
Cependant les destins tragiques des deux jeunes hommes font faire se croiser les deux familles.

## Distribution
- Taís Araújo : Preta de Souza
- Reynaldo Gianecchini : Paco Lambertini / Apolo Sardinha
- Giovanna Antonelli : Barbara Campos Sodre
- Rosi Campos (pt) : Edilasia Sardinha
- Aracy Balabanian (pt) : Germana Cordiolli
- Lima Duarte (pt) (VF : Antoine Tomé) : Alfonso Lambertini
- Guilherme Weber (pt) : (VF : Gérard Malabat) : Tony Peixoto de Almeida
- Matheus Nachtergaele (VF : Olivier Korol) : Pai Helinho
- Leonardo Bricio (pt) : Ulisses Sardinha
- Tuca Andrada (pt) : Kaíke
- Alinne Moraes : Moa Nascimento Mattar
- Caio Blat : Abelardo Sardinha
- Cauã Reymond (pt) : Thor Sardinha
- Jonathan Haagensen : Dodô
- Karina Bacchi (pt) : Ernestina Sardinha (Tina)
- Pedro Neschling (pt) : Dionisio Sardinha
- Rocco Pitanga (pt) : Felipe Garcia
- Solange Couto (pt) : Lita Nazaré de Souza
- Arlindo Lopes (pt) (VF : Yannick Blivet) : Cezinha
- Jorge Coutinho (pt) : Italo Freitas
- Sérgio Malheiros : Raí de Souza
- Maitê Proença : Vera Campos Sodre
- Felipe Latge : Octávio
- Thiago Martins (VF : Yannick Blivet) : Sal
- Ney Latorraca : Eduardo Campos Sodre (Edu)
- Vanessa Gerbelli : Tancinha / Zuleide
- Graziella Moretto : Beki
- Francisco Cuoco : Père Gaudêncio
- Giordanna Forte : Kika

Direction artistique pour la version française : Olivier Korol chez Soundfactor

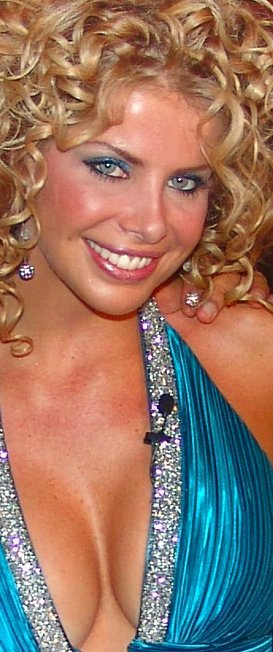
Karina Bacchi: Tina
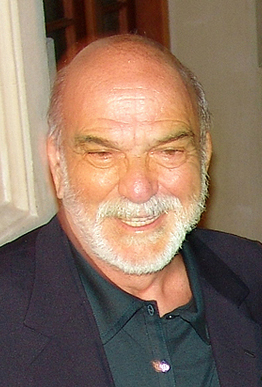
Lima Duarte: Alfonso Lambertini
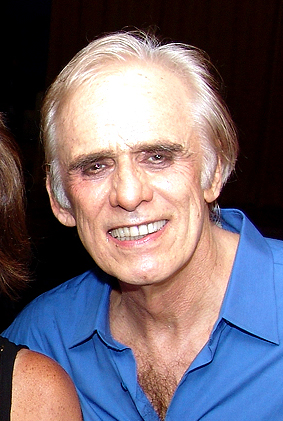
Francisco Cuoco : Papa Gaudêncio

### Participation spéciale
- Victor Perales : Brad
- Sidney Magal : Frazao
- Samara Felippo : Greta Bazarov
- Liliana Castro : Olivia
- Mônica Torres : Nívea Nogueira De Amaral
- Maria Rosa : Laura Garcia Freitas
- Lucci Ferreira : Roque
- Mauricio Ludewig : Silva
- Fernanda Paes Leme : Nieta Bazarov
- Marilu Bueno : Stela Soares Dutra
- Dartagnan Junior : Luis
- Ricardo Rathsam : Evaristo
- Tarciana Saade : Natasha Bazarov
- Ivone Hoffman : Marina
- Mario Schoemberger : Borja
- Sergio Guizé : Guilherme
- David Cardoso : Pimenta
- Nicolas Trevijano : Solano
- Alberto Brigadeiro : Malta
- Daniel Erthal : Pedra
- Natália Lage (VF : Juliette Tresanini)[1]: Roxane
- Samuel Vieira : Iris
- Fausto Maule : Jamil
- Octavio Mendes : Conde
- Rômulo Estrela : Minotauro
- Jandir Ferrari : Carvalho
- Carolina Dieckmann : Julia
- Ida Gomes : Tia Heloisa
- Rodrigo Hilbert : Roberval
- Amilton Monteiro : Bruno
- Flavia Alessandra : Lena
- Marcelo Ferreira : Ricardo
- Luiz Nicolau : Jiboia
- Claudia Ohana : Zuleide
- Plinio Soares : Edgar
- Flavia Bonato : Dalva
- Roger Gobeth : Beto
- José Mauricio Machline : Strondelli
- Ricardo Martins : Vinicius
- Francisca Queiroz : Carla
- Tamara de Castro Ribeiro : Luisa
- Adriana Broux : Clarisse
- Giovanna de Toni : Odete
- Paolo Figueiredo : Eriberto
- Lafayette Galvao : Serafim
- Jamil Hamdam : Napoleao Sardinha
- David Herman : Kruger
- Glória Menezes : Kiki
- Giuseppe Oristanio : Sergio
- Maria Pompeu : Dinah
- Bernardo Castro Alves : Neco
- Paula Burlamaqui
- Carvalhinho : Silveirinha
- Leona Cavalli : Jeune Edilasia
- Diego Cristo : Wolney Pavao
- Carmem Frenzel
- Micaela Goes : Jeune Germana
- Hugo Gross
- Rita Guedes
- Iara Jamra
- Paulo Junior
- Sergio Loroza
- Mara Manzan
- Iaçana Martins
- Adalberto Nunes
- Leandro Olves : Wanderley
- Ricardo Pavao : Nonato
- Gustavo Rodrigues : Julio Malheiros
- Iracema Sterling : Sonia
- Luciana Vendramini : Gracielle

## Commentaires
La particularité du feuilleton est d'avoir une femme noire comme personnage principal (Preta jouée par Taís Araújo), chose jamais faite jusque-là dans une telenovela brésilienne sur Rede Globo. La série bat des records d'audience.
Comme beaucoup de telenovelas, Au cœur du péché aborde le rêve d'ascension sociale, l'emprise des parents sur la vie conjugale et les désaccords sur l'éducation. Ce feuilleton s'étend aussi beaucoup sur les problèmes de racisme et d'homophobie.
Il est à noter que figurent de nombreuses scènes humoristiques, farfelues mêmes.
La série a été doublée en espagnol et diffusée dans plusieurs pays sous le titre El Color del Pecado : Telefe en Argentine, Canal 13 au Chili, Telemundo à Porto Rico, Canal 2 au Nicaragua, Telemetro à Panama, Televen au Venezuela, Teletica au Costa Rica, Antena 3 en Espagne.
En 2009, grâce à Au cœur du péché pour la première fois, Globo exporte une telenovela dans 100 pays.